# Cotwalton
Cotwalton – osada w Anglii, w hrabstwie Staffordshire, w dystrykcie Stafford, w civil parish Stone Rural. Leży 12 km od miasta Stafford. Cotwalton jest wspomniana w Domesday Book (1086) jako Codeuualle/Cotewoldestune.